# Doctor Samuel León Brindis, Socoltenango
Doctor Samuel León Brindis är en ort i Mexiko.   Den ligger i kommunen Socoltenango och delstaten Chiapas, i den sydöstra delen av landet, 800 km sydost om huvudstaden Mexico City. Doctor Samuel León Brindis ligger 712 meter över havet och antalet invånare är 143.
Terrängen runt Doctor Samuel León Brindis är platt åt nordost, men åt sydväst är den kuperad. Runt Doctor Samuel León Brindis är det ganska glesbefolkat, med 35 invånare per kvadratkilometer. Närmaste större samhälle är San Vicente la Mesilla, 10,1 km nordost om Doctor Samuel León Brindis. 